# Kion Etete
Kion Reece Etete (Derby, 28 novembre 2001) è un calciatore inglese, attaccante del Cardiff City.

## Carriera
Etete è cresciuto nelle giovanili del Notts County, con cui ha debuttato il 9 ottobre 2018 in un incontro di EFL Trophy perso 2-0 contro il Newcastle Utd Under-21. Il 7 giugno 2019 è stato acquistato dal Tottenham dove ha trascorso una stagione in Under-18 ed una in Under-23.
Nell'agosto del 2021 ha rinnovato il contratto con gli Spurs ed è stato ceduto in prestito al Northampton Town.. Nel mercato invernale del 2022 il trasferimento è stato interrotto ed il giocatore è passato al Cheltenham Town con la stessa formula.
Il 4 agosto 2022 è stato acquistato a titolo definitivo dal Cardiff City.

## Statistiche

### Presenze e reti nei club
Statistiche aggiornate al 1 febbraio 2024.
| Stagione        | Squadra          | Campionato      | Campionato | Campionato | Coppe nazionali | Coppe nazionali | Coppe nazionali | Coppe continentali | Coppe continentali | Coppe continentali | Altre coppe | Altre coppe | Altre coppe | Totale | Totale | Totale |
| Stagione        | Squadra          | Comp            | Pres       | Reti       | Comp            | Pres            | Reti            | Comp               | Pres               | Reti               | Comp        | Pres        | Reti        | Pres   | Reti   |        |
| --------------- | ---------------- | --------------- | ---------- | ---------- | --------------- | --------------- | --------------- | ------------------ | ------------------ | ------------------ | ----------- | ----------- | ----------- | ------ | ------ | ------ |
| 2018-2019       | Notts County     | FL2             | 4          | 0          | FACup+CdL       | 1+0             | 0               |                    | -                  | -                  | FLT         | 1           | 0           | 6      | 0      |        |
| 2021-gen. 2022  | Northampton Town | FL2             | 18         | 3          | FACup+CdL       | 2+2             | 1+2             |                    | -                  | -                  | FLT         | 1           | 0           | 23     | 6      |        |
| gen.-giu. 2022  | Cheltenham Town  | FL1             | 13         | 3          | FACup+CdL       | 0               | 0               |                    | -                  | -                  | FLT         | 0           | 0           | 13     | 3      |        |
| 2022-2023       | Cardiff City     | FLC             | 28         | 3          | FACup+CdL       | 1+1             | 0               |                    | -                  | -                  |             | -           | -           | 30     | 3      |        |
| 2023-2024       | Cardiff City     | FLC             | 22         | 2          | FACup+CdL       | 1+3             | 0+3             |                    | -                  | -                  |             | -           | -           | 26     | 5      |        |
| Totale carriera | Totale carriera  | Totale carriera | 85         | 11         |                 | 11              | 6               |                    | -                  | -                  |             | 3           | 0           | 99     | 17     |        |